# کافه کرم

کافه کرم (Café Crème) مارک نوعی سیگاریللو محصول شرکت هنری وینترمنز است که از مخلوط تنباکوی جاوه، کلمبیا و جمهوری دومینیکن ساخته می‌شود.